# ويل جونستون
ويل جونستون (بالإنجليزية: Will Johnston)‏ هو مؤرخ أمريكي، ولد في 1936.